# Otto Prein
Otto Prein (* 12. November 1867 in Husen bei Dortmund; † 28. April 1945 in Hohenlimburg) war ein deutscher evangelischer Pfarrer und Amateurarchäologe.
Prein studierte evangelische Theologie an der Universität Halle und gehörte seit 1888 der Burschenschaft Alemannia auf dem Pflug Halle an.
Prein entdeckte 1905 als Pfarrer des Kirchspiels Methler (Margaretenkirche Methler) Spuren eines römischen Lagers in dem zu seiner Gemeinde gehörigen Oberaden. Obwohl Prein kein studierter Archäologe war, widmete er sich intensiv und fachkundig der Ausgrabung des im Jahre 11 v. Chr. entstandenen, größten rechtsrheinischen römischen Militär-Lagers. Auf einem Hügel (dem heutigen Römerberg) gelegen, bildete es zusammen mit dem zwei Kilometer entfernt an der Lippe gelegenen Uferkastell in Beckinghausen, das zuvor von Prein entdeckt worden war, das Standquartier von zwei bis drei Legionen im Gebiet der germanischen Sugambrer. Die Grabungen wurden 1937/38 von dem Dortmunder Museumsleiter Christoph Albrecht fortgesetzt und in den 1980er Jahren unter Leitung des Münsteraner Provinzialrömischen Archäologen Johann-Sebastian Kühlborn fortgeführt.
Preins in wilhelminischer Zeit mit Begeisterung aufgenommene Theorie, dass es sich bei dem Römerlager in Oberaden um das Castra Aliso handele, das den geschlagenen Truppen des Varus als Rückzugspunkt nach der Varusschlacht diente, erwies sich als wissenschaftlich nicht haltbar, da das Oberadener Römerlager bereits im Jahr 9 v. Chr., also deutlich vor dem Zeitpunkt der  vernichtenden Niederlage des Statthalters Publius Quinctilius Varus im Jahr 9 n. Chr. – nach erfolgter Zwangsumsiedlung des etwa 40.000 Menschen starken germanischen Stammes der Sugambrer ins linksrheinische Xanten – zu Gunsten eines weiter westlich gelegenen Lagers in Haltern aufgegeben wurde.
Die meisten der dank der besonderen lokalen Bodenbeschaffenheit (Lehm) gut erhaltenen Oberadener Fundstücke (Gefäße, Waffen, Fässer, auch Spuren einer Holz-Erde Mauer) befinden sich im Römermuseum Haltern. Das lokale Stadtmuseum Bergkamen in Oberaden bietet einen guten Überblick.
Der Westicker Ortsheimatpfleger Ulrich Neumann ersteigerte im Internet für drei Euro den Nachlass von Otto Prein.